# Podalonia kozlovii
Podalonia kozlovii är en biart som först beskrevs av Kohl 1906.  Podalonia kozlovii ingår i släktet Podalonia och familjen grävsteklar. Inga underarter finns listade i Catalogue of Life.